# 雨宮淳 (漫画家)
雨宮 淳（あまみや じゅん）は、日本の漫画家。昭和3×年1月12日千葉県千葉市生まれ。日本大学芸術学部映画科卒。
初期には「雨宮 じゅん」という名義も用いたことがある。デビューは1979年『ガロ』6月号 入賞作品の「伸助君のあるばいと」（本人のエッセイマンガ『淳のおあそびタイム♡』より。「明石明」名義で発表）。また、「明石ただし」名義でミリタリー雑誌のカットや少年誌に連載を持ったこともある。明石名義では「明石正」表記、雨宮名義では「あまみや淳」表記も用いており、他に2000年代に入ってから「あまみや淳子」名義も用いている。
1980年代の『変態女教師シリーズ』など、初期作品の頃から女装や男の娘、服装系の水着やレオタードなどのフェティシズム性をあつかっており、雨宮も「どうして美少年の痴態をモチーフにする作家がいないのか、不思議でならない」と描いて、自身にも女装趣味があるのを公言している。
1996年からは月刊少年ジャンプにて『ショッキングBOY』を連載した。性的な描写に対する規制が緩かった時代の連載作であり、少年誌だったが女性の乳房が描かれていた。また登場する女性の半数以上がグラマーな女性となっておりバストが100cmを越えた女性も複数登場していた。
2010年代前半を以って事実上筆を置いており、以降作品は発表されていない。1998年に制作されていた自らのホームページも、製作途中で停止している（多数の性的画像を含むため、観覧には注意が必要。）。
ミリタリー趣味、そしてレーシングカーやラジコンの趣味があり、作中でも「無限」高校や「京商」高校などのブランド名が登場したり、B-29 やM1戦車、レーシングカー が登場するカットもある。

## 作品リスト

### 明石ただし名義
- やったぜ!ナオキ（集英社『月刊少年ジャンプ』連載）
- コンピューターウォーズ（原作：遠崎史郎、集英社、月刊少年ジャンプ増刊『HOBBY's JUMP』掲載、読切作品）
- パソコンランド6001（集英社『HOBBY's JUMP』掲載、読切作品）
- RCヒーロー　アタッカー隼（集英社『HOBBY's JUMP』Vol.6掲載、読切作品）
- 洋上の激突（集英社『HOBBY's JUMP』Vol.7掲載、読切作品）

### 雨宮淳名義
- 早紀の唇（スコラ）
- ぷっつんメイクLOVE（スコラ『スコラ』連載、後に『月刊少年ジャンプ』でも連載）
- モモンガ!!（スコラ）
- フーマ 超気功忍法催淫列伝!!（スコラ）
- 恋はミラクル!（白泉社『月刊アニマルハウス』連載）
- ごっくんTeach me（司書房『コミックジャンボ』連載）
- キスしてほしい?（主婦と生活社『コミックギガ』連載、単行本はスコラ刊）
- 紫天使はご機嫌ななめ（スコラ）
- 天然色BOY（白泉社『ヤングアニマル』連載）
- OL特捜エンジェルLIP（学習研究社『コミックガイズ』連載）
- 大沢麗香でございます!（スコラ）
- 銀玉エンジェル（スコラ）
- ショッキングBOY（集英社『月刊少年ジャンプ』連載）
- OLナイトメア（ワニマガジン社『漫画エロトピア』連載）
- 彩恋カクテル（海王社）
- アイアンバージン（日本文芸社）
- ヴィーナスの靴（少年画報社『ヤングコミック』連載）
- 天然色GIRL（日本文芸社）
- 変態女教師 ときめきランジェリー（久保書店）
- 変態女教師 魅惑のハイレグカット（久保書店）
- 極楽シスター（日本文芸社）
- ショッキングBOY EX（集英社『月刊少年ジャンプ』連載）
- 超教師Marie マリエ（日本文芸社）
- ミラクルメイク勇司（集英社）
- Gティーチャーズ（少年画報社）
- ワイルド・キャット（原作：石ノ森章太郎、脚本：赤羽シュン、秋田書店『プレイコミック』連載）

### 雨宮じゅん名義
- 変態女教師 愛を夢見て…（久保書店）※「成年コミック」指定
- 変態女教師II 女の園に咲く花は…（久保書店）※「成年コミック」指定
- 変態女教師III CASE B（久保書店）※「成年コミック」指定
- ブルマー・シンデレラ（久保書店）
- 先生、許しません!（フランス書院）※指定マークなし
- くいこみ天使（フランス書院）※指定マークなし
- 放課後のお約束♡（フランス書院）※指定マークなし
- だいたんシンドローム（フランス書院）※指定マークなし
- 近未来いけない授業!（フランス書院）※指定マークなし
- 聖ナルシス学園（辰巳出版）

### あまみや淳子名義
- エロキング（少年画報社）

## その他の活動
- ミリタリー雑誌「コンバットマガジン」にて1980年代にスクラッチビルドによるモデルガンの製作記事を担当。イラストも描いた。「明石正」名義。